# Dinocryptus
Dinocryptus is een geslacht van insecten uit de orde vliesvleugeligen (Hymenoptera) en de familie Ichneumonidae.

## Soorten
- D. apicalis (Cameron, 1902)
- D. bifasciatus (Szepligeti, 1916)
- D. ducalis (Smith, 1865)
- D. femoratus (Cameron, 1902)
- D. ferrugineus (Smith, 1862)
- D. flavipennis (Szepligeti, 1916)
- D. fulgidipennis (Cameron, 1902)
- D. hemipterus Townes, Townes & Gupta, 1961
- D. niger Cameron, 1905
- D. nigrosignatus (Szepligeti, 1916)
- D. semialatus Gupta & Gupta, 1983
- D. simulatus Gupta & Gupta, 1983